# Golden Boy Promotions

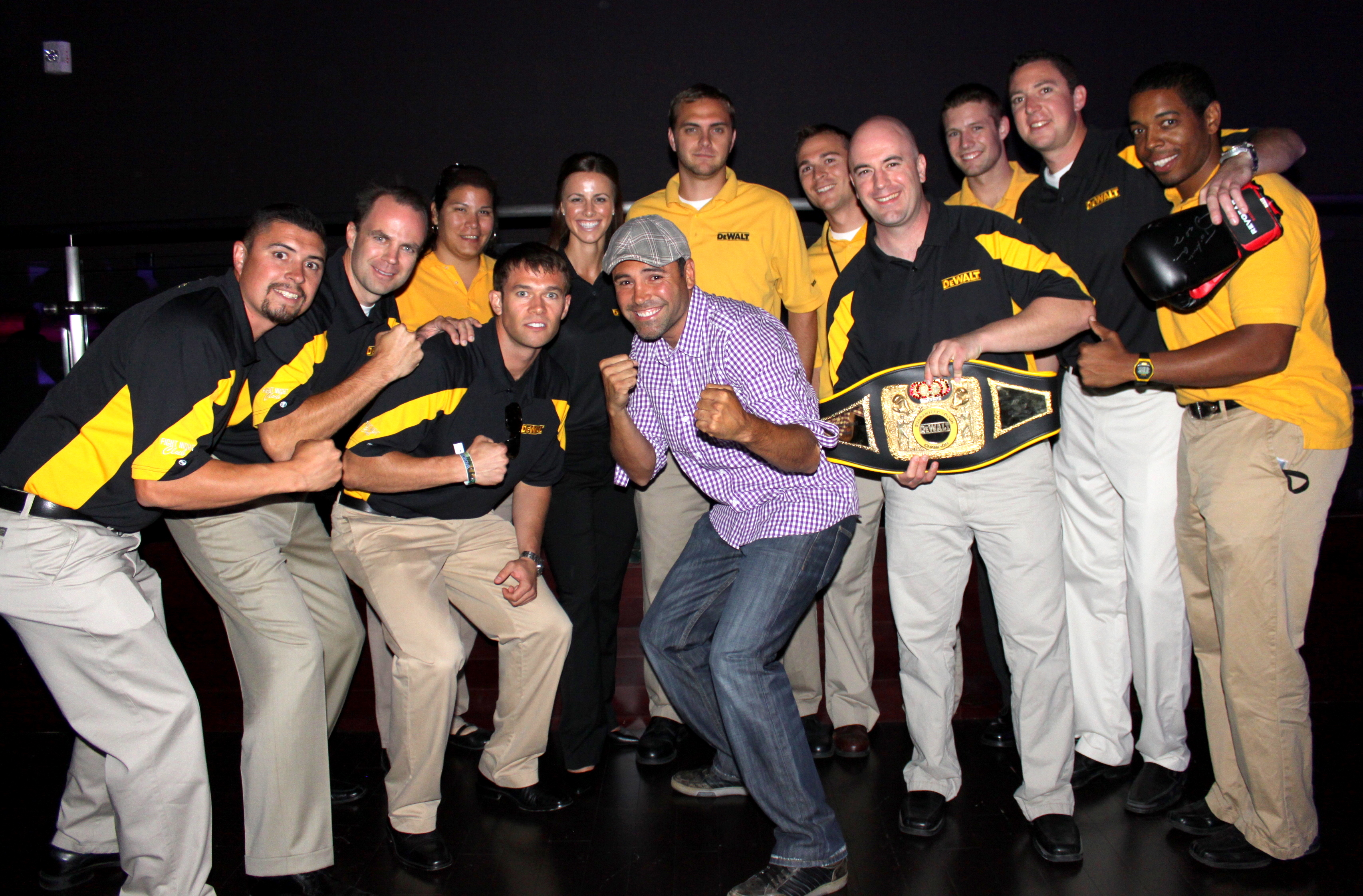
De La Hoya con el equipo de Marketing Home Depot de DeWalt en el evento Fight Night Club en junio de 2010.

Golden Boy Promotions, Inc. es una empresa dedicada a promocionar deportes de combate, la cual fue iniciada por el ex campeón en seis divisiones Oscar De La Hoya (cuyo apodo era The Golden Boy). De La Hoya es el dueño mayoritario de la compañía, y sus socios incluyen a ex boxeadores como Bernard Hopkins, Joseph Ochoa, y Ricky Hatton, entre otros.
Con sede en L.A., Golden Boy Promotions fue fundada en 2002 por Oscar De La Hoya, el primer hispanohablante en ser dueño de una compañía promotora de boxeo profesional.
En 2006, en el quinto año de haber sido fundada, Golden Boy Promotions alcanzó el récord de más de 2 millones de ventas PPV (pay-per-views). Es una de las promotoras más activas y respetadas del mundo; organiza peleas en Estados Unidos, donde se llegan a copar los escenarios donde se realizan las veladas. Además de transmitir sus eventos por cadenas televisivas como HBO, HBO Latino, Showtime, Telefutura, y ESPN. Presenta también la serie mensual Fight Night Club promocionada por DeWalt Tools, en asociación con AEG; ésta se lleva a cabo en el Club Nokia en Los Ángeles y es televisada en vivo por Fox Sports Net y otras. Golden Boy Promotions también co promueve peleas con otras compañías promotoras de boxeo como Top Rank (propiedad de Bob Arum), Main Events, Gary Shaw Productions, Lou Dibella, Murad Mohammad, etc. Golden Boy Enterprises también viene invirtiendo en publicaciones en español divulgadas en los Estados Unidos, así como en algunos productos de consumo. La compañía continúa buscando negocios y empresas que se ajusten a su misión y donde poder invertir. Asimismo, tiene participación mayoritaria en Golden Boy Promotions y el 25% de acciones del equipo de fútbol Houston Dynamo.

## Personas clave
| Name             | Position            | Notes |
| ---------------- | ------------------- | ----- |
| Oscar De La Hoya | Fundador            |       |
|                  | CEO                 |       |
| Eric Gómez       | Casamentero         |       |
| Bruce Binkow     | CMO                 |       |
| Jeremy Hicks     | Jefe contable       |       |
| Bernard Hopkins  | Socio (Costa Este)  |       |
| Winky Wright     | Socio (Sur)         |       |
| Ricky Hatton     | Socio (Reino Unido) |       |

### Actuales boxeadores[2]
| Nombre              | División     | País           | Notas                                                   |
| ------------------- | ------------ | -------------- | ------------------------------------------------------- |
| Joseph Díaz, Jr.    | Ligero       | Estados Unidos |                                                         |
| Ronny Ríos          | Supergallo   | Estados Unidos | Campeón WBA Gold peso Supergallo                        |
| D'Mitrius Ballard   | Mediano      | Estados Unidos |                                                         |
| Ryan García         | Ligero       | Estados Unidos |                                                         |
| Ángel Acosta        | Mosca        | Puerto Rico    |                                                         |
| Xu Can              | Pluma        | China          |                                                         |
| Blair Cobbs         | Wélter       | Estados Unidos |                                                         |
| Óscar Collazo       | Minimosca    | Estados Unidos | Campeón Latino WBO peso Minimosca                       |
| Raul Curiel         | Wélter       | México         | Campeón NABF peso Wélter                                |
| Diego De La Hoya    | Pluma        | México         |                                                         |
| Joel Díaz Jr.       | Ligero       | Estados Unidos |                                                         |
| Marlen Esparza      | Mosca        | Estados Unidos | Campeona Mundial WBC, WBA, The Ring Magazine peso Mosca |
| Seniesa Estrada     | Minimo       | Estados Unidos | Campeona Mundial WBA peso Minimo                        |
| Joshua Franco       | Supermosca   | Estados Unidos | Campeón Mundial WBA peso Supermosca                     |
| Jousce González     | Ligero       | Estados Unidos |                                                         |
| Roger Gutiérrez     | Superpluma   | Venezuela      | Campeón Mundial WBA peso Superpluma                     |
| Azat Hovhannisyan   | Supergallo   | Armenia        |                                                         |
| Dalis Kaleiopu      | Ligero       | Estados Unidos |                                                         |
| Tristan Kalkreuth   | Pesado       | Estados Unidos |                                                         |
| Ferdinand Kerobyan  | Wélter       | Estados Unidos |                                                         |
| Alberto Machado     | Superligero  | Puerto Rico    |                                                         |
| Alex Martín         | Ligero       | Estados Unidos |                                                         |
| Bektemir Melikuziev | Supermediano | Uzbekistán     |                                                         |
| Víctor Morales Jr   | Pluma        | Estados Unidos |                                                         |
| Shane Mosley Jr.    | Mediano      | Estados Unidos |                                                         |
| Aracely Muciño      | Mosca        | México         |                                                         |
| Jaime Munguía       | Mediano      | México         | Campeón Intercontinental WBO peso Mediano               |
| Anabel Ortiz        | Minimo       | México         |                                                         |
| Vergil Ortiz Jr.    | Wélter       | Estados Unidos | Campeón WBA Gold y WBO Internacional peso Wélter        |
| Gilberto Ramírez    | Semicompleto | México         |                                                         |

- Actualizado el 31/05/2022

## Organizando las peleas más grandes de la historia
Golden Boy organizó el 5 de mayo de 2007, el evento "Super Fight" que tuvo como estelar la pelea entre De La Hoya y Floyd Mayweather, Jr. en el MGM Grand en Las Vegas, Nevada. Mayweather ganó la pelea por puntos en una SD. La pelea fue una de las más lucrativas de toda la historia de este deporte. También, junto con Top Rank, organizó el The Dream Match: Oscar De La Hoya Vs Manny Pacquiao el 6 de diciembre de 2008.

## Promoción de Artes Marciales Mixtas junto con Affliction
Golden Boy Promotions y Affliction Clothing empezaron a promover artes marciales mixtas, buscando agentes para promover a luchadores; se ha rumoreado que le han propuesto ofertas a peleadores como Aleksander Emelianenko, Vitor Belfort, Matt Lindland, y Gilbert Yvel, así como también Andrei Arlovski, Josh Barnett, Renato Sobral, y Fedor Emelianenko, además de un acuerdo televisivo con HBO.
Sin embargo la organización de su tercer evento en este deporte televisado por PPV (Affliction: Trilogy) fue cancelado debido a que uno de los peleadores dio positivo en una prueba de drogas por esteroides, y al no poder encontrar reemplazos a tiempo; concluyendo en la suspensión de todo el evento.

## Proyectos
En 2005, Golden Boy Enterprises anunció la formación de Golden Boy Partners, una compañía enfocada en el desarrollo urbano de las comunidades latinas.
En junio de 2009, Golden Boy Enterprises se vio envuelta en una disputa para ver quién podría pelear por el Título Mundial de la WBA de la categoría superligero. Por un lado, el que iba invicto, Dmitry Salita (En ese momento rankeado N°1 de la WBA de las 140 lb), fue informado por escrito que iba pelear con el ganador de la pelea entre Andreas Kotelnik y Amir Khan; por otro lado, Richard Schaefer de Golden Boy dijo que él ya había acordado para pelear con el que ganador de la pelea entre Víctor Ortiz y Marcos Maidana. La WBA no se manifestó al respecto. Salita estuvo muy molesto porque estaba en riesgo la posibilidad de tener la oportunidad de pelear por el título, diciendo que "ellos son una gran compañía", refiriéndose a Golden Boy. "Están tratado de romper las reglas, de patear a todos a un lado y salirse con las suyas, con o sin reglas. Cuando Oscar De La Hoya formó Golden Boy, me dijo que quería cambiar el boxeo, para restituirle el honor a este deporte. Lo que está haciendo no es lo más honorable. Esto es malo para el boxeo y es injusto; va en contra del derecho a buscar la felicidad. Justamente por esto mi familia vino a este país (desde Ucrania) y he trabajado tan duro. Veremos qué pasa." Finalmente, Salita terminó peleando contra Khan, perdiendo por KO en el primer round.